# China Airlines
China Airlines er det statslige flyselskab fra Republikken Kina (Taiwan). Selskabet er delvist ejet af den taiwanesiske regering og har hub og hovedkontor på Taiwan Taoyuan International Airport i Taoyuan. Selskabet blev etableret 16. december 1959.
I september 2010 blev det offentliggjort af China Airlines var blev godkendt til at starte forberedelserne til optagelse i flyalliancen SkyTeam. 28. september 2011 blev selskabet officielt medlem af alliancen.
China Airlines fløj i november 2011 til 98 destinationer i det meste af verden (inkl. fragt). Flyflåden bestod af 68 fly med en gennemsnitsalder på 8.8 år. Heraf var der 20 eksemplarer af Airbus A330-300 og 32 af typen Boeing 747-400.